# Leingarten
Leingarten település Németországban, azon belül Baden-Württembergben. Lakosainak száma 11 772 fő (2023. december 31.).

## Népesség
A település népessége az elmúlt években az alábbi módon változott:
| Lakosok száma | 7036 | 11 187 | 11 606 | 11 633 | 11 772 | 11 816 | 11 772 |
|               | 1975 | 2015   | 2017   | 2019   | 2021   | 2022   | 2023   |